# Zbigniew Kamiński (reżyser)
Zbigniew Roman Kamiński (ur. 3 września 1947 w Poznaniu) – polski reżyser, scenarzysta i producent filmowy.

## Życiorys
Absolwent VI Liceum Ogólnokształcącego im. Tadeusza Reytana w Warszawie (matura 1965), w latach 1965–1967 studiował prawo na Uniwersytecie Warszawskim. W 1971 roku ukończył studia na Wydziale Reżyserii Państwowej Wyższej Szkoły Filmowej, Telewizyjnej i Teatralnej w Łodzi, a pięć lat później otrzymał dyplom.
Członek Stowarzyszenia Filmowców Polskich. W latach 80. i 90. XX w. mieszkał w Stanach Zjednoczonych.
Wspólnie z Andrzejem Domalikiem i Andrzejem Wajdą był autorem scenariusza spektaklu Noc czerwcowa według Jarosława Iwaszkiewicza, wystawionego w Teatrze Telewizji 25 marca 2002 roku.

## Filmografia
- Jabłka (1974) – scenariusz, dialogi i reżyseria
- Rytm serca (1977) – scenariusz, dialogi i reżyseria
- Pani Bovary to ja (1977) – scenariusz i reżyseria
- Panny z Wilka (1977) – scenariusz
- Niewdzięczność (1979) – scenariusz, dialogi i reżyseria
- W obronie własnej (1982) – scenariusz i reżyseria
- Jan Serce (serial telewizyjny) (1981) – scenariusz
- Europejska noc (1992) – scenariusz, reżyseria i produkcja
- Niemcy (1996) – scenariusz, reżyseria i produkcja

## Nagrody i wyróżnienia
- Złoty Medal na Festiwalu Filmów Studenckich w Belgradzie za film Lekcja miłości (1971)
- Wyróżnienie jury FIPRESCI na XXX Międzynarodowym Festiwalu Filmowym w Locarno za film Pani Bovary to ja (1977)
- Wyróżnienie w dziedzinie dramatu telewizyjnego na Festiwalu Radiowo-Telewizyjnym „Prix-Futura” w Berlinie Zachodnim dla filmu Rytm serca (1979)
- „Złoty Szczupak” na IV Festiwalu Polskiej Twórczości Telewizyjnej w Olsztynie dla filmu Niewdzięczność (1980)